# Escola Lola Anglada
|  | Aquest article tracta sobre Centre d'Educació Infantil i Primària Lola Anglada. Si cerqueu l'antic edifici d'estil noucentista, vegeu «antiga escola Lola Anglada». |

L'Escola Lola Anglada és una escola pública, catalana i laica de Badalona. Va ser inaugurada al barri de Canyadó a primers de novembre de 1930 amb el nom de Grupo Escolar Martínez Anido, Ministre de la Governació amb la Dictadura de Primo de Rivera. Amb l'adveniment de la segona república espanyola canvià el nom pel del cronista Ramon Muntaner, amb el qual es conegué l'escola del barri fins a les darreries del 39, que les autoritats franquistes li restituïren el de Martínez Anido, amb el que oficialment se l'anomenà fins que, arribada la transició, durant el curs 1979-1980, es decidí rebatejar-la, amb el nom de la dibuixant i escriptora Lola Anglada.
El 18 de març de 2014 l'escola es traslladà de l'edifici del C/Jacinto Benavente cap a la nova seu del Parc de Ca l'Arnús.